# Scaphiophryne calcarata
Scaphiophryne calcarata (Mocquard, 1895) è una rana della famiglia Microhylidae, endemica del Madagascar.

## Distribuzione e habitat
La specie è diffusa nel Madagascar occidentale e meridionale.